# 普里姆普申 (伊利諾伊州)
普里姆普申（英語：Preemption）是位於美國伊利諾伊州默瑟縣的一個非建制地區。該地的面積和人口皆未知。

## 地理
普里姆普申的座標為41°18′46″N 90°35′04″W / 41.31278°N 90.58444°W，而該地的平均海拔高度為204米（即669英尺）。